# Yana-Wara
Yana-Wara (en aimara: Estrella del amanecer) es una película peruana de 2023 de los géneros drama y misterio dirigida por Óscar Catacora y Tito Catacora. Es la última película que dirigió Óscar Catacora, quien falleció a las pocas semanas de iniciado el rodaje en 2021.
Fue estrenada en el 27 Festival de Cine de Lima PUCP, participando en la selección oficial de Competencia Ficción. Fue seleccionada como la candidata peruana a la mejor película internacional en la 97.ª edición de los Premios Óscar y a la mejor película iberoamericana en la XXXIX edición de los Premios Goya.

## Sinopsis
La justicia comunal acusa al octogenario Don Evaristo por el asesinato de su nieta de 13 años Yana-Wara. Durante la audiencia, don Evaristo les cuenta la trágica historia de como ella, quien quedó muda tras quedar huérfana de padres, había sido acosada en el colegio por su profesor y atormentada en sus sueños por el anchancho, por lo que él intentó salvarla.

## Reparto
- Luz Diana Mamani como Yana-Wara
- Cecilio Quispe como Don Evaristo,  el abuelo.
- Juan Choquehuanca como Tata Mallku
- Irma D. Percca como Mama T'alla, la líder comunal.
- José D. Calisaya como Profesor Santiago
- Francisco F. Torres
- Alipio Pauro
- Félix R. Tique
- Hilaria Catacora
- Edwin F. Riva
- Justina B. Navarro

## Lanzamiento
Yana-Wara tuvo su estreno mundial el 13 de agosto de 2023 en la sección Competencia Ficción del 27 Festival de Cine de Lima PUCP. Formó parte de la selección principal en competición de la 27ª edición del Festival de Cine de Málaga el 6 de marzo de 2024.
Distribuida por V&R Films, la película tuvo su estreno en salas comerciales a nivel nacional el 4 de abril de 2024. Permaneció en cartelera durante 6 semanas, siendo el 24 de abril su pico de asistencia con 2500 espectadores, terminando su recorrido con 33303 espectadores.

## Premios y reconocimientos
| Año  | Premio / Festival                   | Categoría                                        | Destinatario                   | Resultado | Ref.   |
| ---- | ----------------------------------- | ------------------------------------------------ | ------------------------------ | --------- | ------ |
| 2023 | 27 Festival de Cine de Lima PUCP    | Mejor película                                   | Yana-Wara                      | Nominada  | [ 14 ] |
| 2023 | 27 Festival de Cine de Lima PUCP    | Mejor película peruana - Primera mención honrosa | Yana-Wara                      | Ganadora  | [ 14 ] |
| 2023 | 9na Semana del Cine Ulima           | Competencia Nacional de Largometrajes            | Yana-Wara                      | Ganadora  | [ 15 ] |
| 2024 | Premios APRECI al cine peruano 2023 | Mejor película peruana                           | Yana-Wara                      | Ganadora  | [ 16 ] |
| 2024 | Premios APRECI al cine peruano 2023 | Mejor dirección                                  | Óscar Catacora y Tito Catacora | Ganadora  | [ 16 ] |
| 2024 | Premios APRECI al cine peruano 2023 | Mejor guion                                      | Óscar Catacora                 | Ganador   | [ 16 ] |
| 2024 | Premios APRECI al cine peruano 2023 | Mejor actriz                                     | Luz Diana Mamani               | Nominada  | [ 16 ] |
| 2024 | Premios APRECI al cine peruano 2023 | Mejor actor                                      | Cecilio Quispe                 | Nominado  | [ 16 ] |